# Ligne de Polisot aux Riceys et à Cunfin
La Ligne de Polisot aux Riceys et à Cunfin constitue une ancienne ligne de chemin de fer d'intérêt local à voie métrique du département de l'Aube, aboutissant à Polisot et joignant cette ville aux deux terminus des Riceys et de Cunfin. La gare de Polisot, communiquant avec la gare homonyme sur la ligne de Troyes à Châtillon-sur-Seine des chemins de fer de l'Est, permettait la correspondance des voyageurs et le transbordement des marchandises.

## Histoire
- 17 aout 1897 : Concession de la ligne à M. Louis Maison et déclaration d'utilité publique[1]
- 27 octobre 1897 : Constitution de la compagnie des chemins de fer départementaux de l'Aube
- 8 octobre 1899 : Loi de substitution à M. Louis Maison de la société anonyme C.D.A[2],[3].
- 14 septembre 1901 : Ouverture de la section des Riceys à Polisot
- 1er septembre 1902 : Ouverture de la section de Polisot à Cunfin complétant la ligne
- 31 octobre 1949 : Fermeture de la ligne
- 1er avril 1952 : Déclassement